# La suerte llama tres veces
 La suerte llama tres veces  es una película en blanco y negro de Argentina dirigida por Luis Bayón Herrera sobre el guion de Roberto Ratti y Raimundo Calcagno que se estrenó el 23 de junio de 1943 y que tuvo como protagonistas a Luis Sandrini, Ana María Lynch, Fanny Navarro y Nelly Hering.

## Sinopsis
Un grupo de delincuentes tienta un empleado al que creen en el mal camino.

## Reparto
- Luis Sandrini
- Ana María Lynch
- Fanny Navarro
- Nelly Hering
- Berta Liana
- María Esther Buschiazzo
- Eduardo Sandrini
- Francisco Pablo Donadío
- Alberto Terrones
- Mario Faig
- Juan José Fernández
- Carlos Campagnale
- Alberto torres
- Jorge Luz …Locutor
- Warly Ceriani

## Comentarios
Para Manrupe y Portela es una intrascendente comedia sentimental y El Heraldo del Cinematografista opinó:

”Un ingenuo choque de clases sirven de tema a este film, cuyo único atractivo reside en la presencia de Luis Sandrini.”